# Eparchie Alkoš
Eparchie Alkoš je chaldejská katolická eparchie nacházející se v Iráku.

## Území
Zahrnuje území Iráckého Kurdistánu a guvernorátu Ninive.
Biskupským sídlem je město Alkoš, kde se nachází hlavní chrám, katedrála svatého Jiří.

## Historie
Eparchie byla zřízena 24. října 1960 bulou Splendida Orientalis papeže Jana XXIII. z části území archieparchie Bagdád.

## Seznam biskupů
- Abdul-Ahad Sana (1960–2001)
- Mikha Pola Maqdassi (2001–2022)
- Thabet Habib Yousif Al Mekko (2022–2025)